# Ctenus calzada
Ctenus calzada este o specie de păianjeni din genul Ctenus, familia Ctenidae, descrisă de Alayón, 1985.
Este endemică în Cuba. Conform Catalogue of Life specia Ctenus calzada nu are subspecii cunoscute.